# Ivar el Blanco
Ivar Arnljotsson apodado Ivar el Blanco (nórdico antiguo: Ívarr hinn hvíti) también  Ivar el Viejo (Ivar hinn gamle), (999 – 1027) fue un caudillo vikingo de Noruega, su padre fue Jarnskegge, un poderoso caudillo de Trondheim y su madre era hija del jarl de Lade Håkon Sigurdsson. Ivar gobernaba como lendmann de Oppland bajo el reinado de Olaf II el Santo.

## Legado
Fue padre de Håkon Ivarsson. Entre su amplia descendencia se encuentran jarls de las Orcadas y reyes de Mann y las Islas.